# Should've Said No
"Should've Said No" é uma canção escrita e gravada pela cantora e compositora esdadunidense Taylor Swift. A música foi o quinto e último single do seu auto-intitulado álbum de estreia. A canção é sobre Swift se dirigindo a seu ex-namorado que a traiu. Tornou-se seu segundo single a atingir a primeira posição na Billboard Hot Country Songs, e foi Top 40 na Billboard Hot 100. Além disso, "Should've Said No" recebeu certificado de platina pela Recording Industry Association of America (RIAA).
A música está inclusa no filme da turnê Jonas Brothers: The 3D Concert Experience, e na trilha sonora para o filme. Uma versão alternativa da canção foi liberada em seu extended play Beautiful Eyes. Até o mês de Novembro de 2014, haviam sido vendidas 1.4 milhões de cópias nos Estados Unidos.

## Recepção da crítica
Roger Holland, da PopMatters, disse que "Should've Said No" é "uma verdadeiramente esplêndida música de pop-rock envolvida em um arranjo de country quase totalmente espúrio". Chris Neal, da Country Weekly, acreditava que "Should've Said No" e seu single anterior "Picture to Burn", foram as músicas mais imediatamente impressionantes em seu álbum auto-intitulado Taylor Swift. Alison Bonaguro, do Chicago Tribune, chamou a canção juntamente com "Teardrops on My Guitar" e "Invisible" como "canções com espírito de vingança" e comentou que os temas de Swift permaneceram os mesmos durante toda a produção.